# Arts Theatre
L'Arts Theatre è un teatro situato nella Città di Westminster, nel West End londinese.

## Storia
Il teatro aprì il 20 aprile 1927 come un club privato, bypassando così le leggi sulla censura che impedivano ad opere teatrale di andare in scena senza il permesso dell'ufficio del Lord Ciambellano. La programmazione del teatro consisteva di drammi sperimentali che non avevano mercato nel più commerciale West End. Nel 1955 il ventiquattrenne Peter Hall diresse proprio all'Arts Theatre la prima in lingua inglese di Aspettando Godot di Samuel Beckett. La pièce ebbe un'enorme influenza sulla scena teatrale britanniche e Hall fu nominato direttore artistico del teatro, una posizione che occupò dal 1956 al 1959.
A partire dagli anni 2000 il teatro si è aperto a una programmazione più in linea con quella del West End, con opere teatrali e musical come Another Country, Closer to Heaven e I monologhi della vagina. Nel 2019 il teatro ha ospitato la prima londinese del musical Six.